# Кукушкина, Зоя
Зоя Кукушкина (род. 1 марта 2011, Кемерово, Российская Федерация) — юная российская топ-модель, актриса и дизайнер. Самый юный посол в истории благотворительности (амбассадор фонда «Измени одну жизнь»).

## Биография

### Детство
Зоя Кукушкина родилась 1 марта 2011 года в Сибири. Её родная мать умерла после родов, сведений об отце нет. Воспитанием Зои занималась её родная бабушка, однако женщина вскоре отдала её в детский дом. Через некоторое время на неё обратили внимание представители фонда «Измени одну жизнь» и её удочерила Татьяна Кукушкина.

### Модельная карьера
Зоя Кукушкина получила известность после встречи с фотографом Алексеем Васильевым, который сразу понял, что «видит перед собой будущую звезду». Позже девочка появилась в рекламе Disney, участвовала в показе детской коллекции «ТВОЁ» и обувной марки «Рандеву», а также приняла участие в детской неделе моды в Москве. В 2018 году стала лицом европейского бренда Junona Fashion House. После чего, 31 марта 2019 года состоялся её личный благотворительный показ под названием «Детки в клетке», все вырученные средства от которого, были пожертвованы фонду «Измени одну жизнь», чтобы снять видео-анкеты для сирот.
В 2019 году стала одной из главных героинь документального фильма «Интернет для всех» (режиссёр Михаил Комлев). Совместно с Сергеем Безруковым приняла участие в съёмке короткометражной сказки «Роза добра». В марте 2020 года приняла участие в программе «Док-Ток» с Ксенией Собчак и Александром Гордоном, "Пусть говорят".  В этом же году совместно с фондом «Измени одну жизнь» и компанией Ralf Ringer организовала акцию. С продажи каждой пары обуви будет перечисляться 50 рублей для создания видео-анкет детей-сирот.